# Alex Mallari Jr.
 (septembre 2017).
Si vous disposez d'ouvrages ou d'articles de référence ou si vous connaissez des sites web de qualité traitant du thème abordé ici, merci de compléter l'article en donnant les références utiles à sa vérifiabilité et en les liant à la section « Notes et références ».
Alex Mallari Jr., né le 19 février 1988 aux Philippines, est un acteur canadien. Il est principalement connu pour ses rôles de Quatre, Ryo Tetsuda et Ryo Ishida dans la série canadienne de science-fiction Dark Matter.

## Biographie
Né aux Philippines et élevé à Scarborough, au Canada, Mallari est un athlète de taekwondo de niveau national. Il a également été deux fois champion junior au Canada. Cependant, il a abandonné cette pratique à l'âge de treize ans. Il reprend alors le basketball dans le but de devenir professionnel, mais des blessures l'empêchent d'atteindre l'objectif qu'il s'est fixé.
En tant qu'acteur, il est surtout connu pour ses rôles de Quatre, Ryo Tetsuda et Ryo Ishida dans la série télévisée canadienne Dark Matter.

### Vie privée
Alex Mallari Jr. et sa compagne, Alexandra Beth, ont annoncé qu'ils attendaient leur premier enfant ensemble en 2016, leur fils Alonzo est né en novembre de cette année[Laquelle ?][réf. nécessaire].

## Filmographie
- 2009 : Cold Blood (série documentaire) : Kosoul Chanthakoummane
- 2010 : A Dance for Grace : Alex
- 2010 : Dead Genesis : Mickey
- 2010-2011 : True Justice : Hero
- 2011 : Nikita : un garde de Valdez
- 2012 : Cybergeddon : Winston Chang
- 2012 : The L.A. Complex : Chris
- 2013 : Played, les infiltrés : Luke
- 2013 : La Belle et la Bête : Bustamonte #2
- 2014 : Debug : un second
- 2014 : The Strain : Carlo
- 2014 : Remedy : EMS
- 2014 : Defiance : Lone Drinker
- 2014 : RoboCop : un jeune lieutenant
- 2015 : Pay the Ghost : EMT
- 2015-2017 : Dark Matter : Quatre / Ryo Tetsuda / Ryo Ishida
- 2016 : Designated Survivor : Chief Edward Marino
- 2016 : Conviction : Matty Tan
- 2016 : Insomnia : Ken
- 2019 : Code 8 de Jeff Chan : Rainer
- 2021 : Ginny & Georgia : Gabriel Cordova
- 2022 : Adam à travers le temps (The Adam Project) de Shawn Levy
- 2022 : Shotgun Wedding de Jason Moore
- 2024 : Code 8 : Partie II (Code 8: Part II) de Jeff Chan